# Caligae

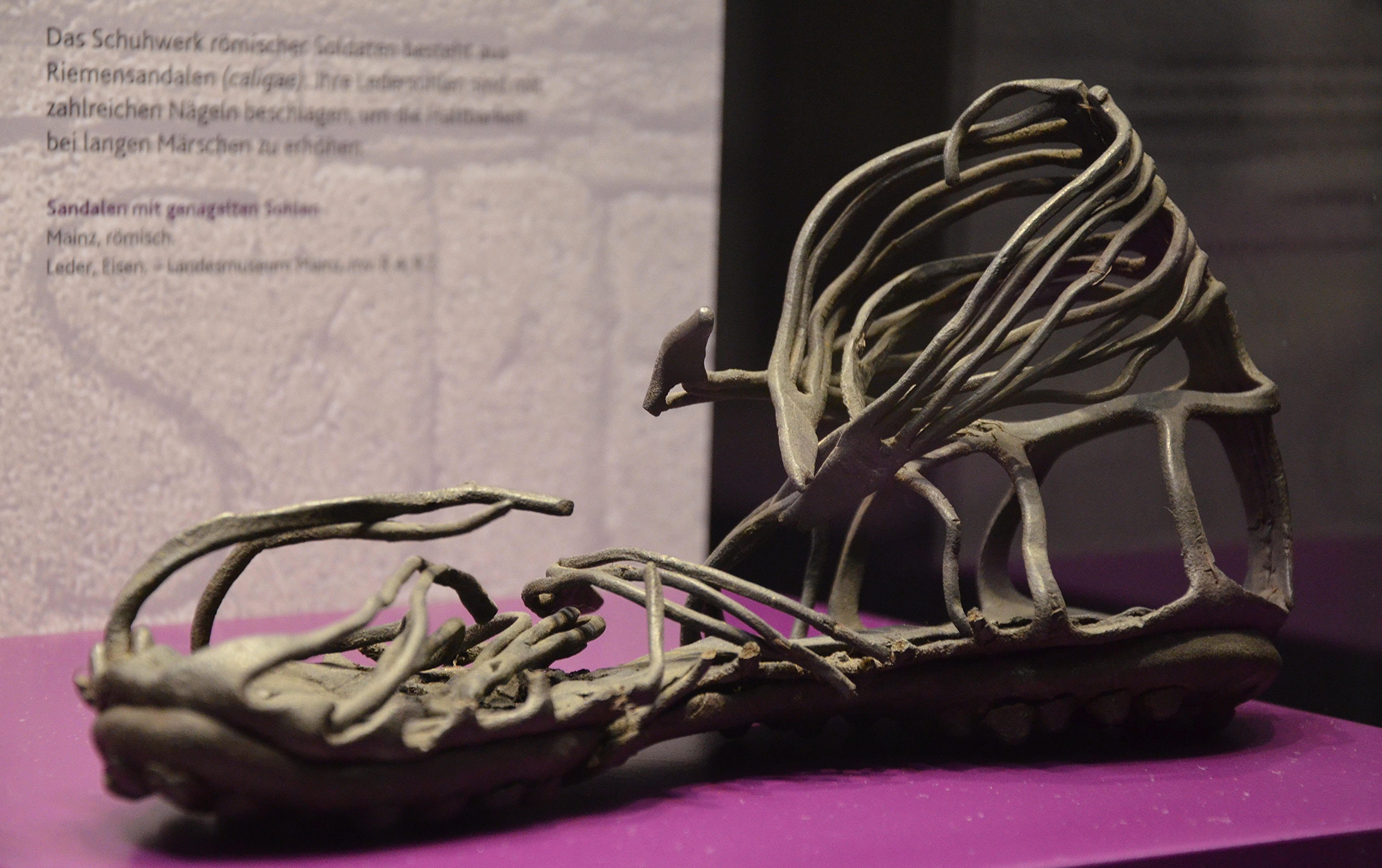
Una cáliga romana.

Cáligas (en latín caligæ, singular caliga) es el nombre dado a las sandalias de cuero usadas por los legionarios y miembros de los cuerpos auxiliares romanos. 
Estaban formadas por una suela y tiras de cuero que se ataban en el centro del pie y en la parte superior del tobillo. Para el uso militar, las suelas eran tachonadas con clavos de hierro con el fin de reforzarlas, mejorar la tracción del pie y «armarlas», es decir, permitir al soldado infligir daño pateando con ellas.

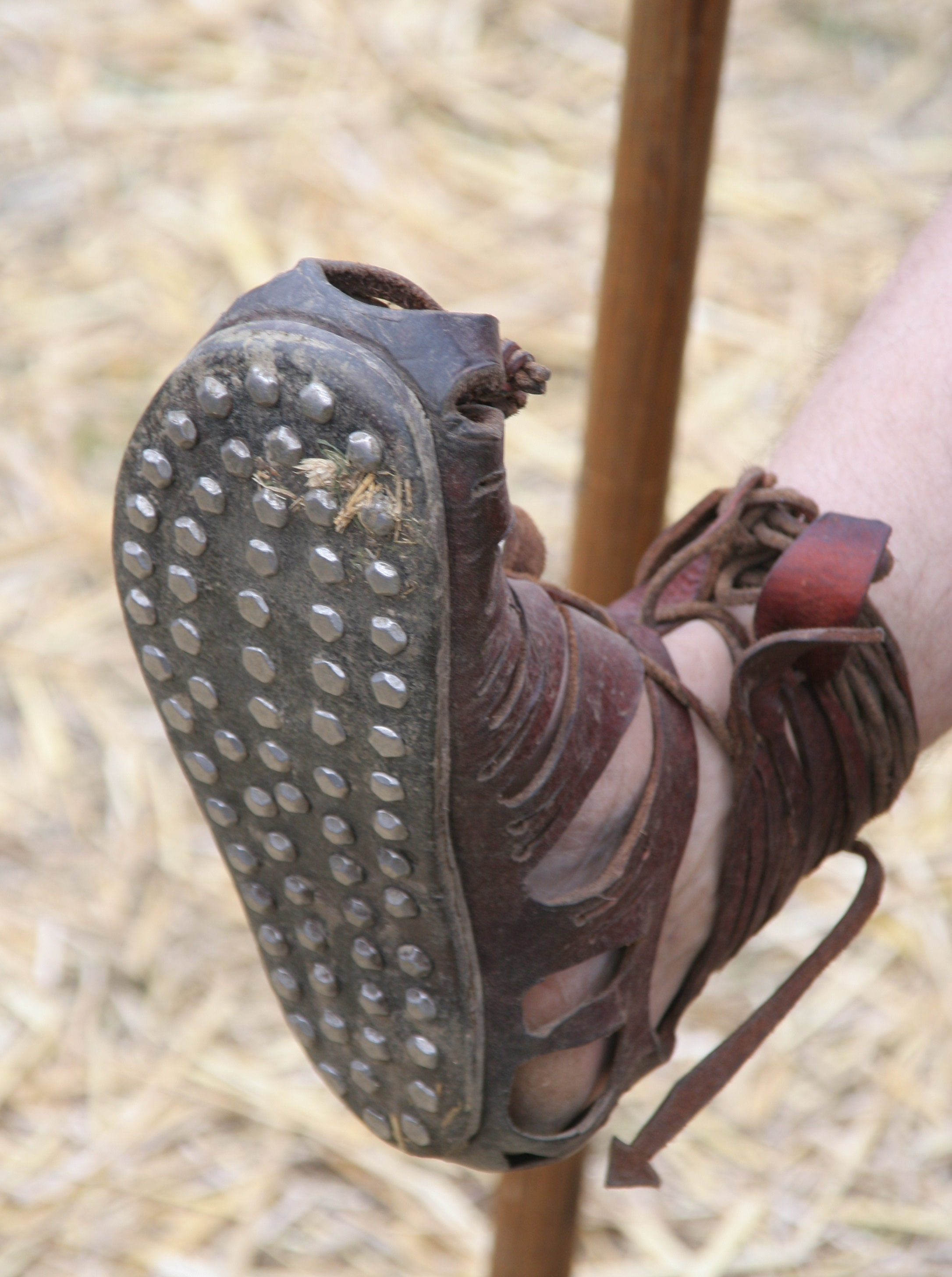
Suela tachonada con clavos de hierro.

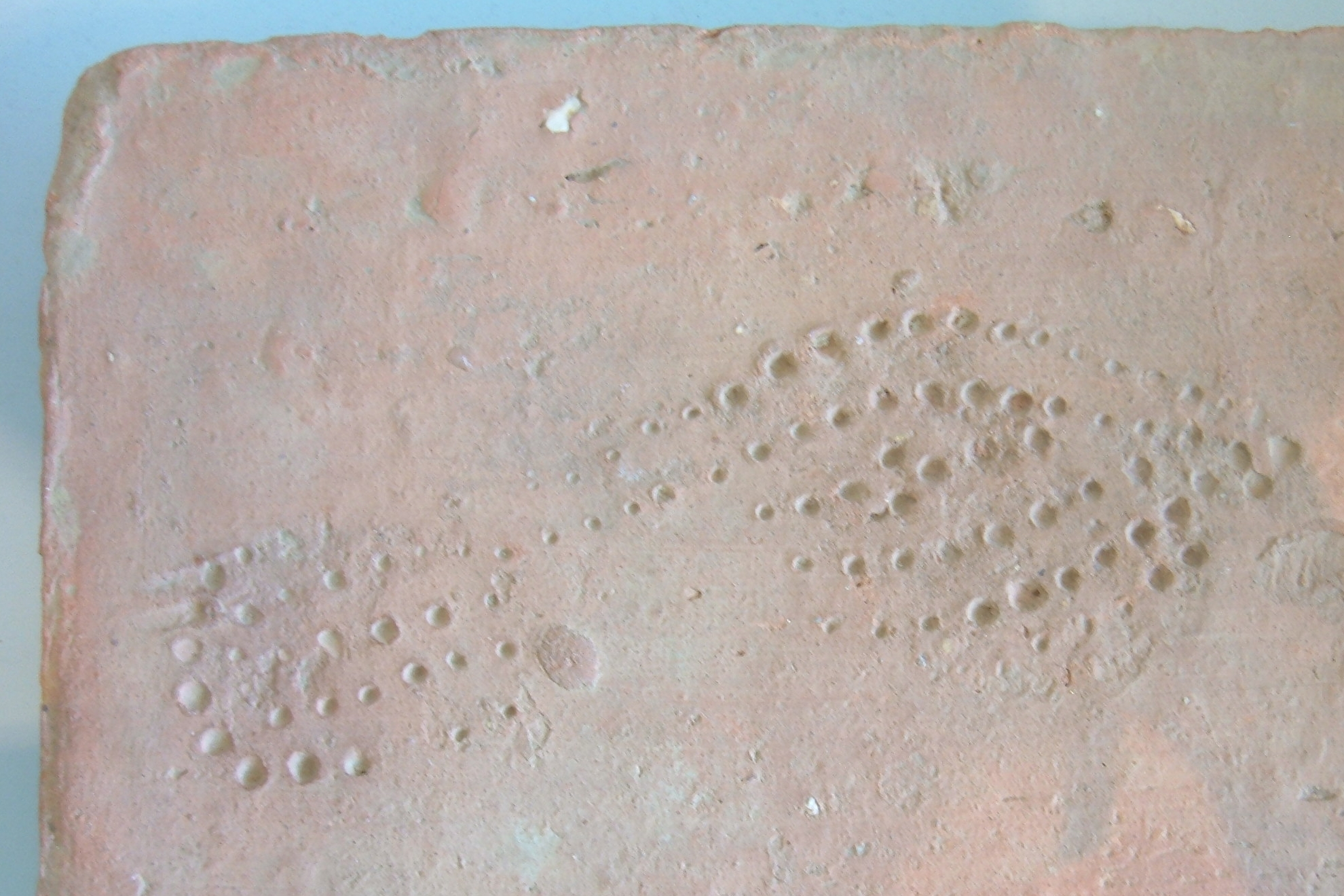
Impresión del tachonado de unas caligae de un legionario de la Legio X Gemina sobre un ladrillo procedente del campamento de esta legión en Noviomagus Batavorum (Nimega, Países Bajos).

Aparecen representadas en numerosas esculturas, y los hallazgos arqueológicos han suministrado numerosos ejemplares, a veces en excelente estado de conservación.

## Características
La entresuela de la caligae y la parte superior calada se cortaban de una sola pieza de piel de vaca o de buey de alta calidad. Se sujetaba una suela a la entresuela, usando clavos de remache, generalmente de hierro pero ocasionalmente de bronce. Los extremos de las uñas de remache vueltos hacia atrás estaban cubiertos por una plantilla. Como todo el calzado romano, la caligae era de suela plana. Estaba atada en el centro del pie y en la parte superior del tobillo. Isidoro de Sevilla creía que el nombre "caligae" derivaba del latín callus ("cuero duro"), o bien del hecho de que la bota estaba atada (ligere). Los estilos de brazalete variaban de un fabricante a otro y de una región a otra. La colocación de las uñas es menos variable; se colocaron para brindar un agarre y un apoyo óptimo para los pies, al igual que un calzado deportivo moderno. Al menos un fabricante provincial de caligae del ejército ha sido identificado por su nombre.
El diseño de la caligae permitía su ajuste, lo que habría ayudado a reducir el roce; probablemente era una "bota de marcha ideal". y "el sonido atronador de un ataque de un ejército de clavos (caligati) debe haber sido aterrador".
De vez en cuando, las caligae con clavos deben haber resultado poco prácticas, especialmente en superficies duras; así, Flavio Josefo describe el asesinato de un centurión romano calzado en caligae que se había resbalado en el piso de mármol del Templo de Jerusalén durante un ataque.
La caligae habría resultado más fresca para la marcha que las botas cerradas. En climas cálidos y mediterráneos, esto puede haber sido una ventaja. En el clima frío y húmedo del norte de Gran Bretaña, los calcetines tejidos adicionales o la guata de lana cruda en invierno pueden haber ayudado a aislar los pies, pero las caligae parecían haber sido abandonadas allí a fines del siglo II, en favor de las "botas cerradas de estilo civil" (carbatinae). A finales del siglo IV, esto parece haberse aplicado en todo el Imperio. El Edicto sobre Precios del emperador Diocleciano de 301 incluye los precios fijados para el calzado descrito como cáligas, pero sin tachuelas, hechas para civiles, hombres, mujeres y niños.

## Curiosidades
El nombre del emperador Calígula es un apodo militar, diminutivo de caliga, que significa, pues, botita.